# Colonia Niños Héroes, Michoacán de Ocampo
Colonia Niños Héroes är en ort i Mexiko.   Den ligger i kommunen Jiquilpan och delstaten Michoacán de Ocampo, i den centrala delen av landet, 400 km väster om huvudstaden Mexico City. Colonia Niños Héroes ligger 1 529 meter över havet och antalet invånare är 860.
Terrängen runt Colonia Niños Héroes är kuperad åt sydväst, men åt nordost är den platt. Runt Colonia Niños Héroes är det ganska glesbefolkat, med 47 invånare per kvadratkilometer. Närmaste större samhälle är Sahuayo de Morelos, 2,3 km norr om Colonia Niños Héroes. I omgivningarna runt Colonia Niños Héroes växer huvudsakligen savannskog.